# Roger Conrié
Roger Conrié (Dunes, 1898. október 6. – Talence, 1966. december 13.) francia nemzetközi labdarúgó-játékvezető.

## Pályafutása

### Nemzeti játékvezetés
Az I. Liga játékvezetőjeként 1939-ben vonult vissza.
A Francia Játékvezető Bizottság (JB) szakmai felkészültségének elismeréseként több alkalommal felkérte a francia kupa-döntő koordinálására. Vezetett kupadöntők száma: 2.
| Időpont           | Helyszín                         | Mérkőzés típusa | Mérkőzés                     | Eredmény | Nézők száma |
| ----------------- | -------------------------------- | --------------- | ---------------------------- | -------- | ----------- |
| 1930. április 27. | Yves du Manoir Stadion, Colombes | döntő           | FC Sète–Racing CF            | 3 : 1    | 35 000      |
| 1933. május 7.    | Yves du Manoir Stadion, Colombes | döntő           | Excelsior Roubaix–RC Roubaix | 3 : 1    | 38 000      |

### Nemzetközi játékvezetés
A Francia labdarúgó-szövetség Játékvezető Bizottsága (JB) terjesztette fel nemzetközi játékvezetőnek, a Nemzetközi Labdarúgó-szövetség (FIFA) 1928-tól tartotta nyilván bírói keretében. A FIFA JB központi nyelvei közül a franciát beszélte. Több nemzetek közötti válogatott és klubmérkőzést vezetett, vagy működő társának partbíróként segített. A francia nemzetközi játékvezetők rangsorában, a világbajnokság-Európa-bajnokság sorrendjében többedmagával a 33. helyet foglalja el 1 találkozó szolgálatával. Az aktív nemzetközi játékvezetéstől 1939-ben búcsúzott. Válogatott mérkőzéseinek száma: 5.
A világbajnoki döntőhöz vezető úton Franciaországba a III., az 1938-as labdarúgó-világbajnokságra a FIFA JB bíróként alkalmazta. Világbajnokságon vezetett mérkőzéseinek száma: 1.
| Időpont         | Helyszín                           | Mérkőzés típusa    | Mérkőzés                         | Eredmény | Nézők száma |
| --------------- | ---------------------------------- | ------------------ | -------------------------------- | -------- | ----------- |
| 1938. június 5. | Velodrome Municipal Stadion, Reims | egyik nyolcaddöntő | Magyarország–Holland Kelet-India | 6 : 0    | 8 000       |

### Sportvezetőként
1934 és 1966 között a League of Aquitaine elnöke.